# Baud
|  | Per a altres significats, vegeu «Principat de Baud». |

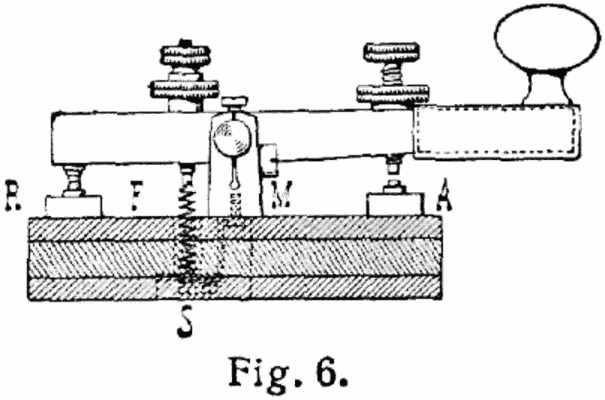
Esquema d'un dels primers telègrafs

En telecomunicacions, informàtica i electrònica, un baud és una unitat que expressa la velocitat a la que és modula la informació que es transmet a través d'un canal de comunicació. El seu símbol és Bd i equival al nombre d'impulsos transmesos per segon.
Tanmateix, no haurem de confondre el baud rate o velocitat en bauds amb la taxa de bits, ja que cada esdeveniment de senyalització transmès pot transportar un o més bits. Només quan l'impuls només pot tenir dos valors possible, 0 i 1, de manera que cada esdeveniment de senyalització transporta un sol bit, coincideixen la velocitat de modulació en bauds i la velocitat de transmissió en bits per segon.
El baud s'utilitzà originàriament per a mesurar la velocitat de les transmissions telegràfiques, prenent el seu nom de l'enginyer francès Jean Maurice Émile Baudot (inventor del codi Baudot), que fou el primer a realitzar aquest tipus de mesures.
El baud no és una unitat del Sistema Internacional d'Unitats, però segueix les seves normes de nomenclatura, la primera lletra del seu símbol és una majúscula, el nom sencer s'escriu en minúscula. i els múltiples utilitzen els seus prefixos.
- 1 kBd (kilobaud) = 1000 Bd
- 1 MBd (megabaud) = 1000 kBd
- 1 GBd (gigabaud) = 1000 MBd

## Exemples
- En el cas de les màquines de teletip, avui dia ja obsoletes, la seva velocitat de transmissió era normalment de 50 bauds. En aquest cas, com que els esdeveniments eren simples canvis de polaritat 1 (+), 0 (-), cada esdeveniment representava un sol bit o impuls elemental i la seva velocitat de transmissió en bits per segon coincideix a la velocitat en bauds.
- Tanmateix, amb els mòdems que utilitzen diversos nivells de codificació, per exemple mitjançant modulació en fase, cada esdeveniment pot representar més d'un bit, amb la qual cosa ja no coincidiran ambdues magnituds. Per exemple, un mòdem que transmet a 2400 bit/s pot tenir una taxa en bauds de 600 per segon. Això voldrà dir que, per cada esdeveniment de senyalització, es transmetran 4 bits d'informació codificada.